# ران نیسوانر
ران نیسوانر (انگلیسی: Ron Nyswaner؛ زادهٔ ۵ اکتبر ۱۹۵۶) کارگردان فیلم و نویسنده اهل ایالات متحده آمریکا است.
از فیلم‌ها یا برنامه‌های تلویزیونی که وی در آن نقش داشته‌است می‌توان به پستوی سلولوئید اشاره کرد.